# Synegia angusta
Synegia angusta là một loài bướm đêm trong họ Geometridae.